# Diadocidiidae
Diadocidiidae là một họ Diptera. Có 2 chi đã được miêu tả trong họ này với hơn 20 loài.. Diadocidiidae có mặt khắp nơi trên thế giới, trừ Châu Phi và Châu Nam Cực. Nó thường được xem là có quan hệ gần gũi với Keroplatidae, Bolitophilidae và Ditomyiidae, và trước đây được xếp vào họ Mycetophilidae.

## Hình ảnh